# Светско првенство у атлетици у дворани 1991 — бацање кугле за жене
Бацање кугле у женској конкуренцији на 3. Светском првенству у атлетици у дворани 1991. одржано је 10. марта у Палати спортова у Севиљи (Шпанија).
Титулу освојену у Будимпешти 1989. није бранила Клаудија Лох из Западне Немачке.

## Земље учеснице
Учествовало је 12 такмичарки из 8 земаља.
1. Египат (1)
2. Кина (2)
3. Куба (1)
4. Немачка (2)
5. Пољска (1)
6. Румунија (1)
7. САД (2)
8. Совјетски Савез (2)

## Освајачи медаља
| Освајачи медаља |              |                   |  |  |  |  |
|                 |              |                   |  |  |  |  |
|                 |              |                   |  |  |  |  |
|                 |              |                   |  |  |  |  |
| Суј Шинмеј      | Џихунг Хуанг | Наталија Лисовска |  |  |  |  |
| Кина            | Кина         | Совјетски Савез   |  |  |  |  |

## Рекорди
Листа рекорда у бацању кугле пре почетка светског првенства 8. марта 1991. године.
| Рекорди пре почетка Светског првенства 1991. | Рекорди пре почетка Светског првенства 1991. | Рекорди пре почетка Светског првенства 1991. | Рекорди пре почетка Светског првенства 1991. | Рекорди пре почетка Светског првенства 1991. | Рекорди пре почетка Светског првенства 1991. |
| -------------------------------------------- | -------------------------------------------- | -------------------------------------------- | -------------------------------------------- | -------------------------------------------- | -------------------------------------------- |
| Светски рекорд                               | 22,50                                        | Хелена Фибингерова                           | Чехословачка                                 | Јаблонец, Чехословачка                       | 19. фебруар 1977.                            |
| Рекорд светских првенстава                   | 20,52                                        | Наталија Лисовска                            | Совјетски Савез                              | Индијанаполис, САД                           | 6. март 1987.                                |
| Најбољи резултат сезоне                      | 20,08                                        | Сјаојуен Ли                                  | Кина                                         | Ђинан, Кина                                  | 16. јануар 1991.                             |
| Европски рекорд                              | 22,50                                        | Хелена Фибингерова                           | Чехословачка                                 | Јаблонец, Чехословачка                       | 19. фебруар 1977.                            |
| Северноамерички рекорд                       | 19,83                                        | Рамона Пагел                                 | Сједињене Државе                             | Инглвуд, САД                                 | 20. фебруар 1987.                            |
| Јужноамерички рекорд                         |                                              |                                              |                                              |                                              |                                              |
| Афрички рекорд                               |                                              |                                              |                                              |                                              |                                              |
| Азијски рекорд                               | 21,10                                        | Ли Мејсу                                     | Кина                                         | Пекинг, Кина                                 | 3. март 1990.                                |
| Океанијски рекорд                            |                                              |                                              |                                              |                                              |                                              |

## Сатница
| Датум          | Време | Ниво   |
| -------------- | ----- | ------ |
| 10. март 1991. | 17:40 | Финале |

## Резултати

### Финале
Такмичење је одржано 10. марта 1991. године у 17:40.,,
| Пласман | Атлетичарка        | Земља    | ЛР     | ЛРС | #1    | #2    | #3    | #4    | #5    | #6    | Резултат | Белешке |
| ------- | ------------------ | -------- | ------ | --- | ----- | ----- | ----- | ----- | ----- | ----- | -------- | ------- |
|         | Суј Шинмеј         | Кина     | 21,66о |     | 18,61 | 19,21 | 19,76 | 20,32 | 20,54 | 19,78 | 20,54    | РСП     |
|         | Љухунг Џанг        | Кина     | 21,52о |     | 19,68 | 19,57 | 20,33 | 19,57 | 20,30 | x     | 20,33    | ЛР      |
|         | Наталија Лисовска  | Русија   | 22,63о |     | 18,10 | 18,12 | x     | 19,96 | 20,00 | x     | 20,00    |         |
| 4.      | Штефани Шторп      | Немачка  | 20,34о |     | x     | 19,43 | 19,09 | x     | x     | x     | 19,43    |         |
| 5.      | Белси Лаза         | Куба     | 19,60  |     | 18,27 | 18,70 | 18,83 | 18,54 | 18,55 | 18,91 | 18,91    |         |
| 6.      | Катрин Најмке      | Немачка  | 21,21о |     | 18,77 | 18,67 | x     | x     | 18,67 | x     | 18,77    |         |
| 7.      | Кони Прајс-Смит    | САД      | 19,15о |     | 17,73 | 17,54 | 18,59 | 17,51 | 17,98 | 17,95 | 18,59    |         |
| 9.      | Рамона Пагел       | САД      | 20,18о |     | 14,95 | 16,96 | 18,09 |       |       |       | 18,09    |         |
| 10.     | Михаела Оана       | Румунија |        |     | 15,71 | 16,50 | 17,14 |       |       |       | 17,14    |         |
| 11.     | Кристина Данилчик  | Пољска   | 18,31о |     | 15,87 | 16,04 | 15,39 |       |       |       | 16,04    |         |
|         | Ханан Ахмед Кхалед | Египат   | 15,05  |     |       |       |       |       |       |       | НС       |         |